# Nezdřev
Nezdřev (německy Nedrew) je obec v okrese Plzeň-jih v Plzeňském kraji. Žije zde 103 obyvatel.

## Historie
První písemná zmínka o obci pochází z roku 1412.

## Obyvatelstvo
| Rok            | 1869 | 1880 | 1890 | 1900 | 1910 | 1921 | 1930 | 1950 | 1961 | 1970 | 1980 | 1991 | 2001 | 2011 | 2021 |
| -------------- | ---- | ---- | ---- | ---- | ---- | ---- | ---- | ---- | ---- | ---- | ---- | ---- | ---- | ---- | ---- |
| Počet obyvatel | 290  | 307  | 288  | 231  | 246  | 249  | 226  | 170  | 172  | 134  | 143  | 122  | 116  | 115  | 96   |
| Počet domů     | 45   | 48   | 49   | 49   | 45   | 45   | 45   | 47   | 45   | 41   | 40   | 54   | 55   | 57   | 57   |

## Obecní správa
Mezi lety 1869–1975 Nezdřev byl obcí v okrese Blatná (1869–1950) a později v okrese Plzeň-jih. Od 1. ledna 1976 do 31. srpna 1990 patřil jako část obce k Hradišti a od 1. září 1990 je opět samostatnou obcí. V letech 1850–1879 k obci patřily Bezděkov a Zahorčičky.

### Obecní symboly
Znak a vlajka byly obci uděleny rozhodnutím předsedy Poslanecké sněmovny Parlamentu České republiky dne 19. ledna 2007.

## Galerie

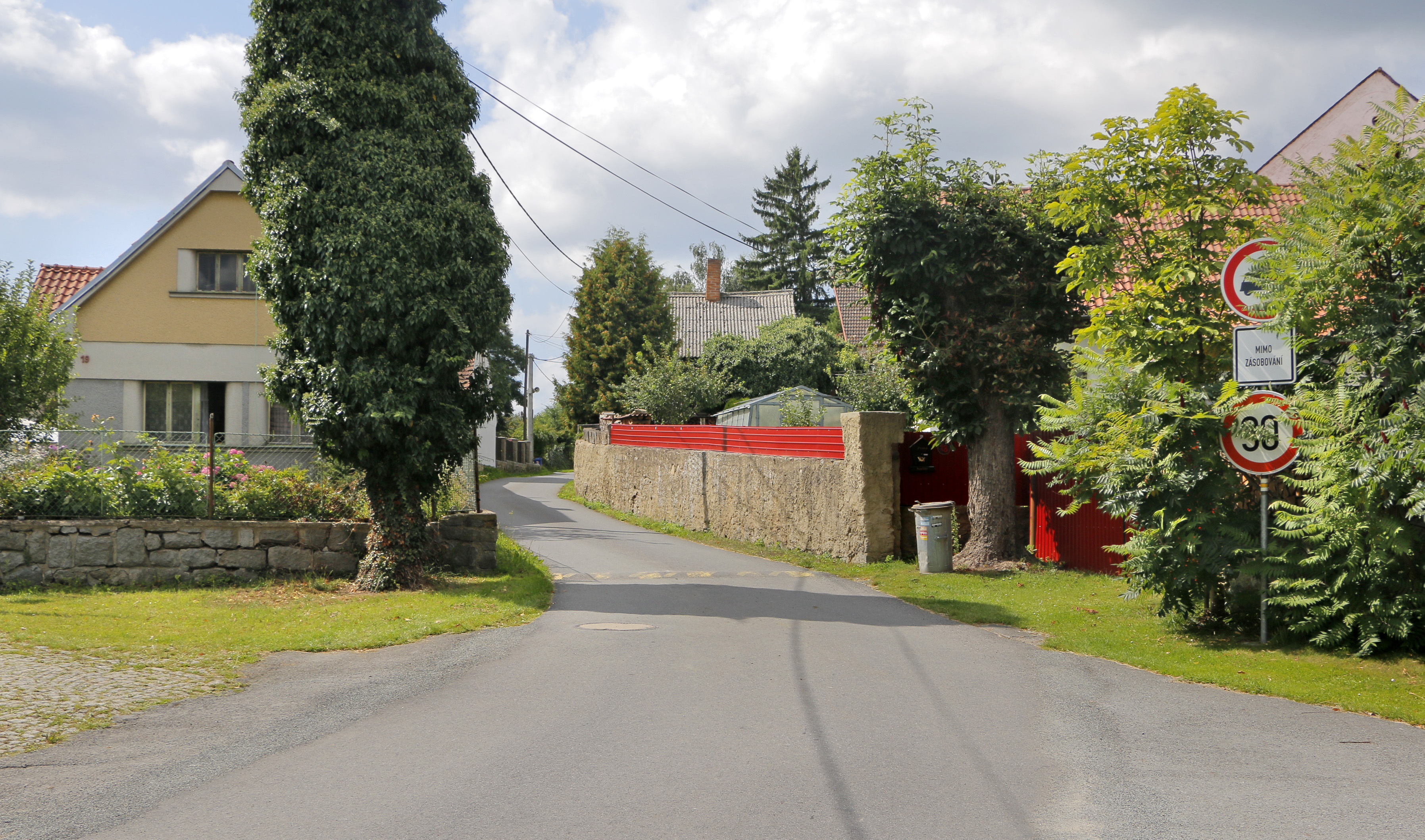
Silnice k Řesanicím
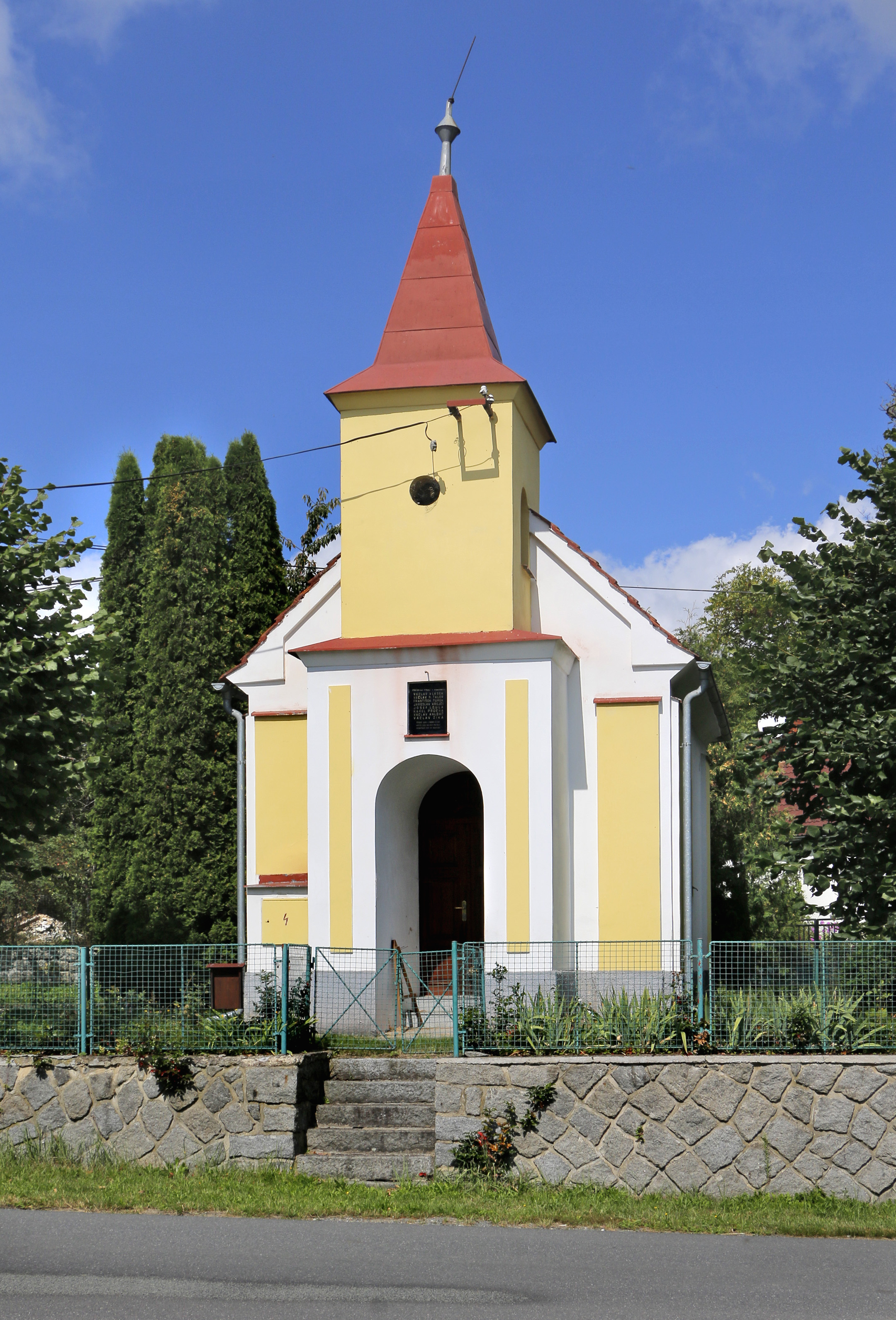
Kaple u hlavní silnice
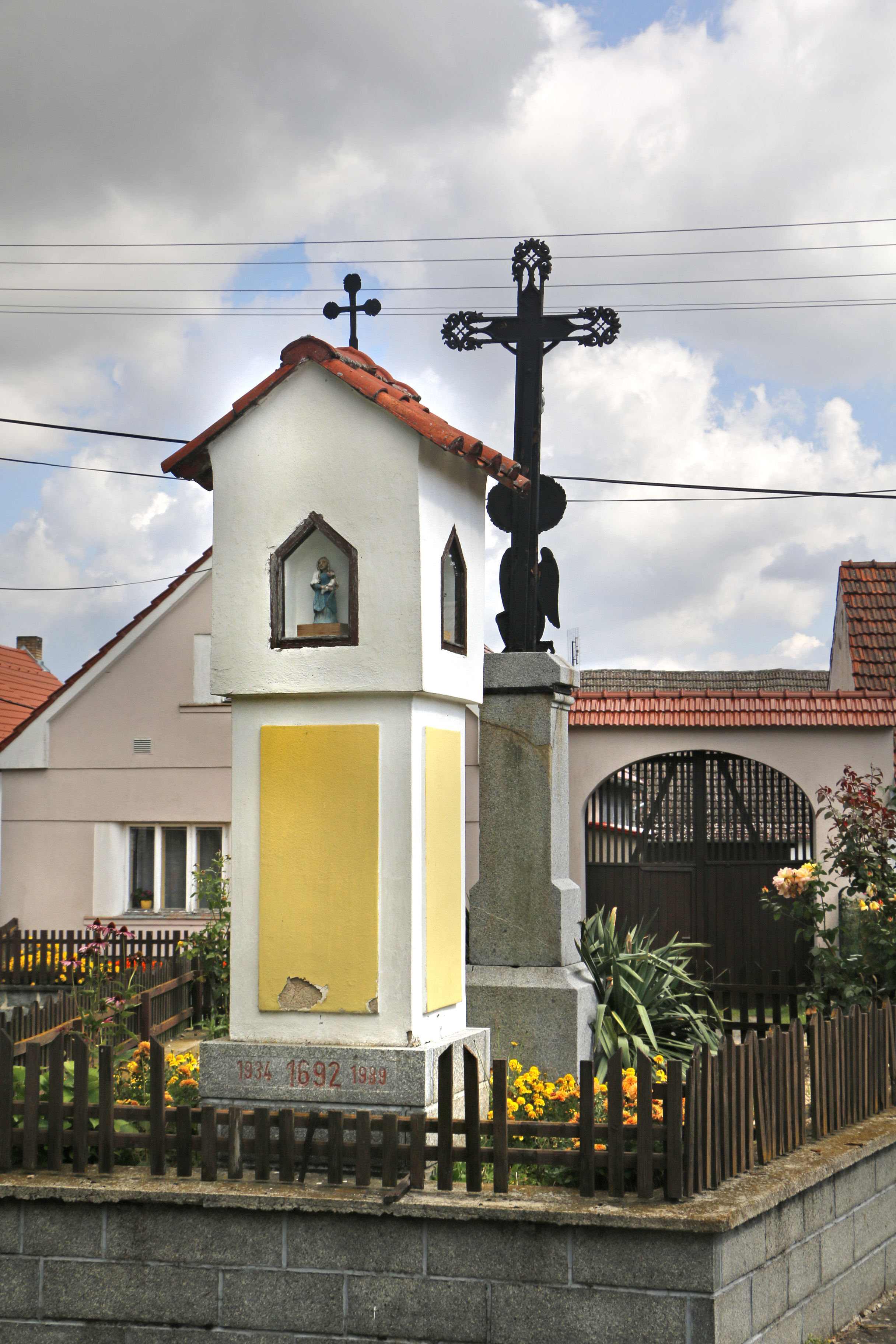
Kaplička na dolní návsi